# Dama kameliowa (film 1926)
Dama kameliowa (org. Camille) – amerykański film niemy, zrealizowany w 1926 roku, według powieści Aleksandra Dumasa (syna) pod tym samym tytułem.

## Treść
Piękna paryska kurtyzana Marguerite Gauthier, zwana "damą kameliową", ma wielu klientów wśród arystokratów. Zakochuje się jednak w jednym z nich – Armandzie Duval. Jednak pod wpływem jego ojca, rezygnuje ze znajomości. Po jakimś czasie ich drogi znów się krzyżują.

## Obsada
- Norma Talmadge – Marguerite Gautier, Camille
- Gilbert Roland – Armand
- Lilyan Tashman – Olympia
- Rose Dione – Prudencja Duvernoy
- Harvey Clark – baron
- Helen Jerome Eddy – służąca Camilli
- Alec B. Francis – książę
- Albert Conti – Henri
- Michael Visaroff – ojciec Camilli
- Evelyn Selbie – matka Camilli
- Maurice Costello – ojciec Armanda